# Cryptophorellia longicauda
Cryptophorellia longicauda är en tvåvingeart som beskrevs av Amnon Freidberg och Albany Hancock 1989. Cryptophorellia longicauda ingår i släktet Cryptophorellia och familjen borrflugor. Inga underarter finns listade i Catalogue of Life.